# Wouter Goes
Wouter Goes (Ámsterdam, Países Bajos, 10 de junio de 2004) es un futbolista neerlandés que juega como defensa en el AZ Alkmaar de la Eredivisie.

## Trayectoria
Pasó por la academia del AZ Alkmaar, donde pronto se desarrolló como líder de los equipos juveniles. Firmó su primer contrato profesional con el club en noviembre de 2020, pues ya era el capitán de la AZ sub-17.
Durante la temporada 2021-22, fue un elemento central del equipo sub-19 que disputó la Liga Juvenil de la UEFA, clasificándose para los dieciseisavos de final a través de la Champions Path, tras eliminar a equipos de la talla del Angers S. C. O. y el Villarreal C. F.
Debutó como profesional con el Jong AZ el 4 de febrero de 2022, siendo titular en la derrota a domicilio por 2-1 en la Eerste Divisie ante el Jong Ajax.
Debutó en la Eredivisie con el equipo senior del AZ Alkmaar el 4 de febrero de 2023 contra el FC Volendam, como titular. El 25 de febrero marcó su primer gol en la Eredivisie, en la victoria por 2-1 sobre el SC Cambuur Leeuwarden.

## Selección nacional
Internacional juvenil con los Países Bajos, es un habitual de las diversas selecciones juveniles neerlandesas desde enero de 2019.

## Estadísticas

### Clubes
Actualizado al último partido disputado el 7 de noviembre de 2024.
| Club                      | Div.          | Temporada     | Liga  | Liga  | Copas nacionales | Copas nacionales | Copas internacionales | Copas internacionales | Total | Total |
| Club                      | Div.          | Temporada     | Part. | Goles | Part.            | Goles            | Part.                 | Goles                 | Part. | Goles |
| ------------------------- | ------------- | ------------- | ----- | ----- | ---------------- | ---------------- | --------------------- | --------------------- | ----- | ----- |
| Jong AZ · Países Bajos    | 2.ª           | 2021-22       | 4     | 0     | —                | —                | —                     | —                     | 4     | 0     |
| Jong AZ · Países Bajos    | 2.ª           | 2022-23       | 22    | 1     | —                | —                | —                     | —                     | 22    | 1     |
| Jong AZ · Países Bajos    | 2.ª           | 2023-24       | 11    | 0     | —                | —                | —                     | —                     | 11    | 0     |
| Jong AZ · Países Bajos    | Total club    | Total club    | 37    | 1     | 0                | 0                | 0                     | 0                     | 37    | 1     |
| AZ Alkmaar · Países Bajos | 1.ª           | 2022-23       | 8     | 1     | 1                | 0                | 2                     | 0                     | 11    | 1     |
| AZ Alkmaar · Países Bajos | 1.ª           | 2023-24       | 15    | 0     | 2                | 0                | 1                     | 0                     | 18    | 0     |
| AZ Alkmaar · Países Bajos | 1.ª           | 2024-25       | 7     | 0     | 0                | 0                | 2                     | 0                     | 9     | 0     |
| AZ Alkmaar · Países Bajos | Total club    | Total club    | 30    | 1     | 3                | 0                | 5                     | 0                     | 38    | 1     |
| Total carrera             | Total carrera | Total carrera | 67    | 2     | 3                | 0                | 5                     | 0                     | 75    | 2     |